# 酉水
酉水（ゆうすい、You River、簡体字: 酉水、拼音: Yŏu shuǐ）、旧名・酉渓（ゆうけい）は、中華人民共和国の湖北省・貴州省・重慶市・湖南省を流れる大きな川で、洞庭湖に注ぐ長江右岸の支流、沅江（げんこう）の最大の支流。

## 流路
酉水の上流には、源流となる南と北の二つの支流がある。
北の支流は北河といい、これが酉水の本流とされている。湖北省恩施トゥチャ族ミャオ族自治州宣恩県の椿木営高原を水源とし、一旦湖南省竜山県に入った後ふたたび湖北省に戻り、湖北恩施州の来鳳県を経て重慶市酉陽トゥチャ族ミャオ族自治県と秀山トゥチャ族ミャオ族自治県を流れる。
南の支流は秀山河といい、貴州省銅仁市松桃ミャオ族自治県の山羊渓を水源とし、重慶市の秀山トゥチャ族ミャオ族自治県へと流れている。
北河と秀山河は、秀山トゥチャ族ミャオ族自治県の石堤鎮で合流し、酉水となる。その後、東南へ流れて湖南省へ入り、保靖県、竜山県、古丈県、永順県、沅陵県を流れる。沅陵県沅陵鎮の張飛廟で沅水へと合流している。
酉水の全長は477キロメートル、流域面積は18,530平方キロメートル、平均年流量は453.6立方メートル/秒。流域には少数民族も多く、トゥチャ族（土家族）、ミャオ族（苗族）などが多数住む。また鳳灘ダムには水力発電所があり、湖南省でも大型の発電所に入る。
石堤鎮より上流では川幅は約50メートルから60メートルであり、石堤から保靖までの間では約100メートル、保靖から施溶渓までの間は約150メートルから200メートル、施溶渓から高砌頭までの間で100米以内に狭まった後、高砌頭と沅陵の間で200メートルから300メートルに広がる。

### 主な支流
- 洗車河
- 花垣河
- 猛洞河
- 泗渓河